# Khaled Aljaramani
Khaled Aljaramani, né en 1972 en Syrie, est un instrumentiste syrien, reconnu pour sa maitrise du oud. Il participe au côté de Serge Teyssot-Gay au groupe Interzone et de l'ensemble franco-syrien Bab Assalam dont il est cofondateur, mais aussi à divers projets mêlant musique d'origine syrienne et d'autres horizons.

## Biographie
Khaled Aljaramani est né en Syrie en 1972, et grandit dans la ville de Soueïda. Issu de la minorité druze, il est enfermé à 19 ans pendant 9 mois par le régime d'Hafez el-Assad pour avoir manifesté contre l'intervention militaire en Irak, en 1991. Il poursuit ses études à l'institut supérieur de la musique de Damas, puis y enseigne, jusqu’en 2011. Il a entretemps pris part à de nombreux projets musicaux, notamment avec le groupe Interzone, fondé avec le guitariste Serge Teyssot-Gay et Bab Assalam qu'il fonde en 2005 avec le clarinettiste Raphaël Vuillard. Il part en tournée en France au début de la révolution syrienne, et décide d'y rester, observant l'évolution de la situation dans son pays d'origine. Il poursuit alors sa carrière de musicien en France,.

## Discographie

### AvecInterzone

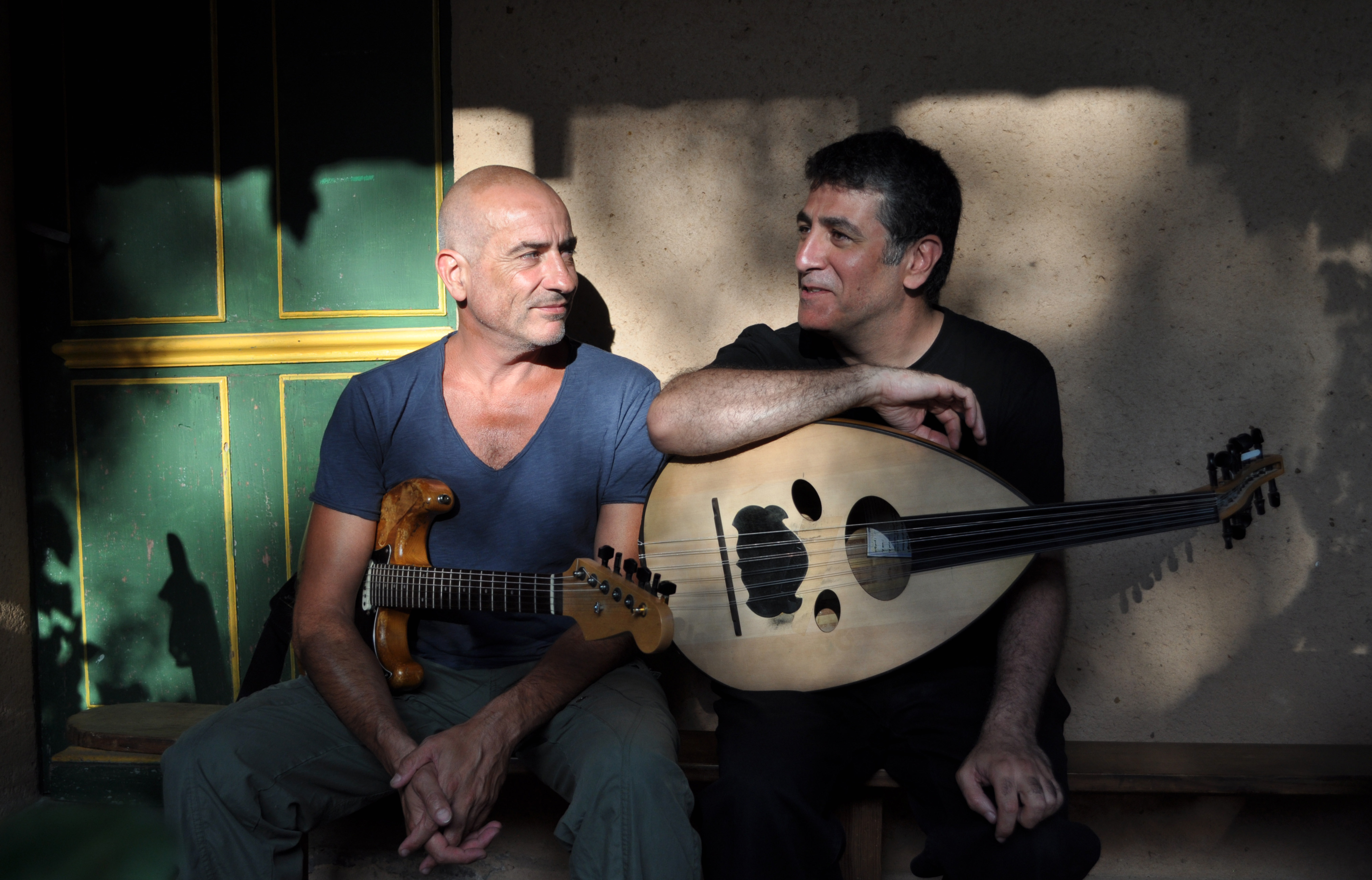
Serge Teyssot-Gay et Khaled Aljaramani, membres d'Interzone, en 2012

- 2005 : Interzone
- 2007 : Deuxième Jour
- 2013 : Waiting For Spring
- 2019 : Kan Ya Ma Kan
- 2024 : Waslat

### AvecBab Assalam

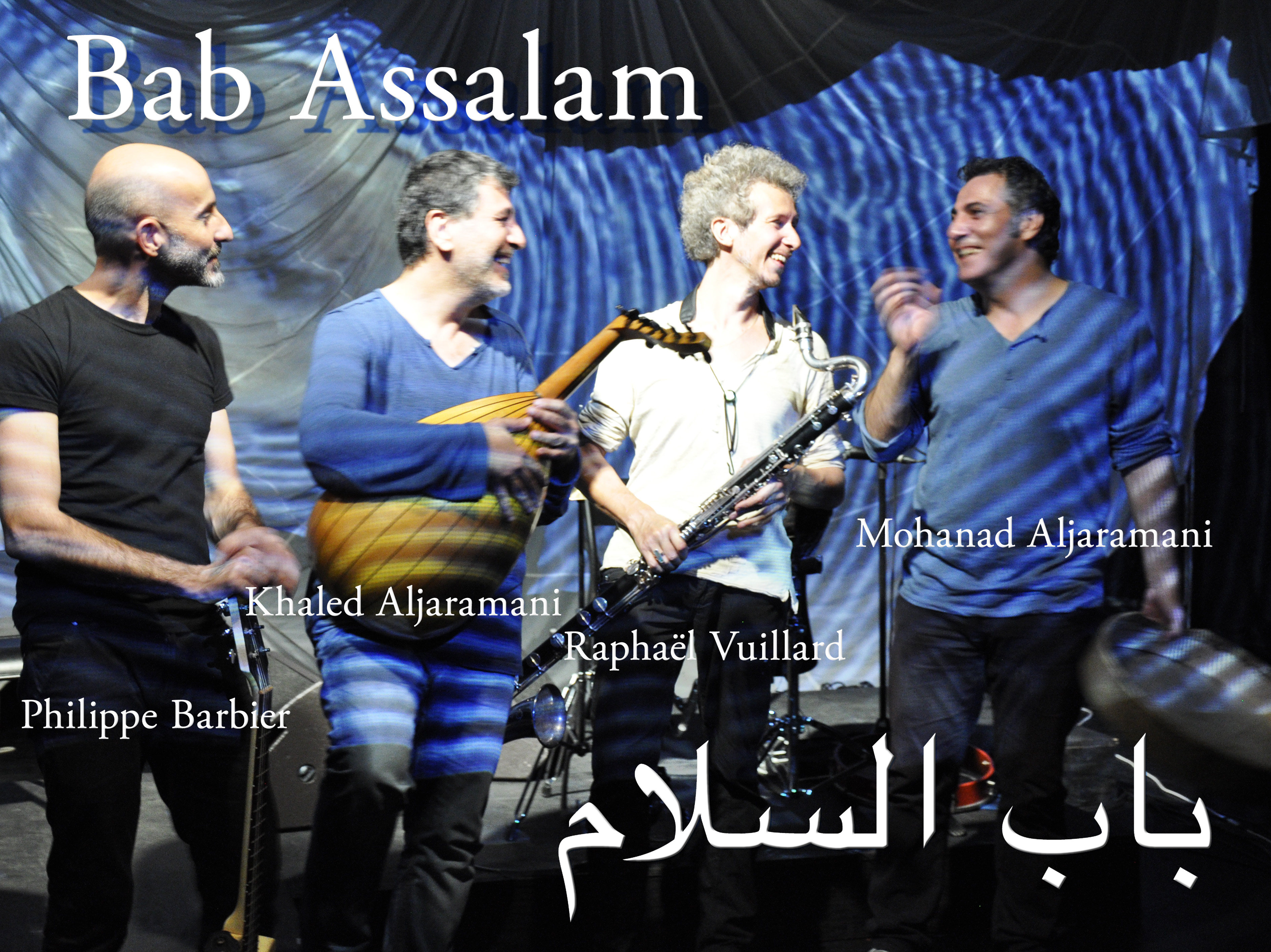
Bab Assalam avec, Khaled Aljaramani, Mohanad Aljaramani, Philippe Barbier, Raphaël Vuillard, en 2015

- 2008 : Bab Assalam
- 2015 : Zyriab
- 2019 : Maram - Désir Soufi

### Autres
- 2013 : Athar album solo produit par l'Institut du monde arabe
- 2014 : Exil avec Mohanad Aljaramani et Olivier Moret
- 2015 : Une dizaine de titres sous le nom de Duo Sarab, en collaboration avec Emma Milton
- 2015 : Aka Balkan Moon en collaboration avec les membres du projet AlefBa